# 巴芬頓 (密蘇里州)
巴芬頓（英語：Buffington）是位於美國密蘇里州斯托達德縣的非建制地區。

## 歷史
巴芬頓的郵局於1877年設立，其後於1905年停運。

## 地理
巴芬頓所處的海拔為高於海平面91米（即299英呎），而該地所採用的時區為UTC-6，即北美中部時區（CST）。同時該地設有夏令時間，為UTC-6調快一小時，即UTC-5（CDT）。